# Гончар, Иван Макарович
Иван Макарович Гончар (укр. Іван Макарович Гончар; 27 января 1911, Липянка — 18 июня 1993, Киев) — украинский советский скульптор, художник. Народный художник Украинской ССР (1991). В домашнем музее собрал около 3000 экспонатов. Участник Великой Отечественной войны.

## Биография
Иван Макарович Гончар родился в многодетной крестьянской семье 27 января 1911 года в селе Липянка.
В 1930 году Иван Макарович окончил Киевскую художественно-промышленную школу (учился у В. Климова).
В 1936 году окончил Киевский институт агрохимии и почвоведения (ныне Институт земледелия УААН).
Участвовал в Великой Отечественной войне.
4 февраля 1988 прошла первая персональная выставка Гончара в выставочном зале Союза художников Украины.
Иван Гончар официально не был женат и, не имея своих детей, усыновил своего племянника Петра — в дальнейшем художника и директора Музея Ивана Гончара в Киеве.
Умер в Киеве, похоронен на Байковом кладбище.

## Работы
- Памятник В. Сосюры (1947);
- Памятник О. Гончара (1949);
- Памятник А. Малышко (1949);
- Памятник М. Горькому (Ялта, 1956);
- Памятник М. Коцюбинскому (1958);
- Памятник Л. Украинке (1959);
- Памятник Т. Шевченко[6] (Шешоры; 1964);
- Памятник У. Кармелюку (1964);
- Памятник И. Гонты (Гонтовка, 1973);
- Памятник С. Васильченко (Ичня, 1978);
- Памятник Е. Патону (1953);
- Памятник И. Бридьку (1957).

## Выставки
Участник Всесоюзных, а также Республиканских художественных выставок. Среди них (персональные):
- «Скульптура, живопись, графика И. Гончара» (Союз художников Украины, Киев, 1987)
- «Архитектурные памятники Украины в рисунках Гончара И. М.» (Общество охраны памятников, 1992);
- «Красота, обожжённая войной» (Музей Великой Отечественной войны, 1992—1994).

## Фильмы
О художнике снят фильм «Соната про художника» (1966, Укркинохроника, реж. В. Шкурин).

## Награды
- Государственная премия Украинской ССР им. Тараса Шевченко (1989);
- Народный художник Украинской ССР (18 января 1991)[7];
- Орден Отечественной войны II степени;
- Медаль «За отвагу»;
- Медаль «За победу над Германией в Великой Отечественной войне 1941—1945 гг.».

## Память
- Музей Ивана Гончара